# Aporosa
Aporosa is een geslacht van kleine bomen en struiken uit de familie Phyllanthaceae. De soorten komen voor in subtropische en tropische oerwouden van China, het Indisch subcontinent, Zuidoost-Azië, Papoeazië en de Australische deelstaat Queensland.
De meeste zijn groenblijvend, maar een enkele heeft afvallend blad. Men rekent het geslacht binnen de Euphorbiaceae als een subfamilie van de Phyllanthoideae. De Nederlandse botanicus Anne Schot heeft een groot aantal soorten van het geslacht geïdentificeerd.

## Soorten
- Aporosa aberrans Gagnep.
- Aporosa acuminata Thwaites
- Aporosa alia Schot
- Aporosa annulata Schot
- Aporosa antennifera (Airy Shaw) Airy Shaw
- Aporosa arborea (Blume) Müll.Arg.
- Aporosa aurea Hook.f.
- Aporosa banahaensis (Elmer) Merr.
- Aporosa basilanensis Merr.
- Aporosa benthamiana Hook.f.
- Aporosa bourdillonii Stapf
- Aporosa brassii Mansf.
- Aporosa brevicaudata Pax & K.Hoffm.
- Aporosa bullatissima Airy Shaw
- Aporosa caloneura Airy Shaw
- Aporosa cardiosperma (Gaertn.) Merr.
- Aporosa carrii Schot
- Aporosa chondroneura (Airy Shaw) Schot
- Aporosa confusa Gage
- Aporosa decipiens Pax & K.Hoffm.
- Aporosa dendroidea Schot
- Aporosa duthieana King ex Pax & K.Hoffm.
- Aporosa egregia Airy Shaw
- Aporosa elmeri Merr.
- Aporosa falcifera Hook.f.
- Aporosa ficifolia Baill.
- Aporosa flexuosa Pax & K.Hoffm.
- Aporosa frutescens Blume
- Aporosa fulvovittata Schott
- Aporosa fusiformis Thwaites
- Aporosa globifera Hook.f.
- Aporosa grandistipula Merr.
- Aporosa granularis Airy Shaw
- Aporosa hermaphrodita Airy Shaw
- Aporosa heterodoxa Airy Shaw
- Aporosa illustris Airy Shaw
- Aporosa indoacuminata Chakrab. & N.P.Balakr.
- Aporosa lagenocarpa Airy Shaw
- Aporosa lamellata Airy Shaw
- Aporosa lanceolata (Tul.) Thwaites
- Aporosa latifolia Thwaites
- Aporosa laxiflora Pax & K.Hoffm.
- Aporosa ledermanniana Pax & K.Hoffm.
- Aporosa leptochrysandra Airy Shaw
- Aporosa leytensis Merr.
- Aporosa longicaudata Kaneh. & Hatus. ex Schot
- Aporosa lucida (Miq.) Airy Shaw
- Aporosa lunata (Miq.) Kurz
- Aporosa macrophylla (Tul.) Müll.Arg.
- Aporosa maingayi Hook.f.
- Aporosa microstachya (Tul.) Müll.Arg.
- Aporosa misimana Airy Shaw ex Schot
- Aporosa nervosa Hook.f.
- Aporosa nigricans Hook.f.
- Aporosa nigropunctata Pax & K.Hoffm.
- Aporosa nitida Merr.
- Aporosa octandra (Buch.-Ham. ex D.Don) Vickery
- Aporosa papuana Pax & K.Hoffm.
- Aporosa parvula Schot
- Aporosa penangensis (Ridl.) Airy Shaw
- Aporosa planchoniana Baill. ex Müll.Arg.
- Aporosa praegrandifolia (S.Moore) Schot
- Aporosa prainiana King ex Gage
- Aporosa pseudoficifolia Pax & K.Hoffm.
- Aporosa quadrilocularis (Miq.) Müll.Arg.
- Aporosa reticulata Pax & K.Hoffm.
- Aporosa rhacostyla Airy Shaw
- Aporosa sarawakensis Schot
- Aporosa sclerophylla Pax & K.Hoffm.
- Aporosa selangorica Pax & K.Hoffm.
- Aporosa serrata Gagnep.
- Aporosa sphaeridiophora Merr.
- Aporosa stellifera Hook.f.
- Aporosa stenostachys Airy Shaw
- Aporosa subcaudata Merr.
- Aporosa sylvestri Airy Shaw
- Aporosa symplocifolia Merr.
- Aporosa symplocoides (Hook.f.) Gage
- Aporosa tetragona Tagane & V.S.Dang
- Aporosa tetrapleura Hance
- Aporosa vagans Schot
- Aporosa villosa (Lindl.) Baill.
- Aporosa wallichii Hook.f.
- Aporosa whitmorei Airy Shaw
- Aporosa yunnanensis (Pax & K.Hoffm.) F.P.Metcalf